# حضانة منفصلة
الحضانة المنفصلة هي نموذج لحضانة الأطفال يُقسَّم من خلالها الأطفال ليعيش بعضهم مع الأب والبعض الآخر مع الأم. ويُختار هذا النوع من الحضانة، بوجه عام، لأنه يهيئ موقفًا يجعل الأطفال غير مضطرين للانتقال باستمرار بين منزلي والديهم، بالإضافة إلى إتاحته الفرصة للأخوة غير المتفقين معًا بالانفصال عن بعضهم البعض.

## النقد
تواجه الحضانة المنفصلة انتقادات لعدد من الأسباب. أحد هذه الأسباب هو انفصال الأخوة عن بعضهم البعض، الأمر الذي ينطوي على جانب سلبي يتمثل في حرمانهم من الدعم المعنوي الذي يقدمه كلٌ منهم للآخر. بالإضافة إلى ذلك، يمكن أن يتفاقم هذا التأثير السلبي في ظل هذا النوع من الحضانة نتيجة لحقيقة أن الأطفال يخضعون لرعاية أحد الوالدين، الأمر الذي يصيب الأطفال بالإحباط.

## صور أخرى من الحضانة
- الحضانة بالتناوب يعيش الطفل/الأطفال في هذا النوع من الحضانة فترة من الوقت مع أحد الأبوين، ثم يقضي/يقضون فترة مماثلة مع الآخر. وأثناء مكوث الطفل/الأطفال مع أحد الأبوين، يكون هو وحده مَن له السلطة عليه/عليهم.
- حضانة تردد الأبوين على الأبناء يتنقل الأبوان في هذا النوع من الحضانة من وإلى محل إقامة الطفل/الأطفال، ليصير مَن يتحمل عبء التنقل هو الأبوان وليس الطفل/الأطفال.
- الحضانة المشتركة يحصل كلا الأبوين في هذا النوع من الحضانة على حق الحضانة القانونية و/أو الحضانة الفعلية.
- الحضانة المنفردة يحصل أحد الأبوين فقط في هذا النوع من الحضانة على الحضانة المادية والقانونية للطفل.
- حضانة الطرف الثالث لا يمكث الأطفال في هذا النوع من الحضانة مع أبويهما البيولوجيين، وإنما يتولى طرف ثالث حضانتهم.